# Caminata
Caminata (piacentinisch Caminà) ist eine Fraktion der italienischen Gemeinde (comune) Alta Val Tidone in der Provinz Piacenza, Region Emilia-Romagna.

## Geografie
Der Ort liegt etwa 35 Kilometer westsüdwestlich von Piacenza auf einer Höhe von 364 m s.l.m. auf der orographisch linken Talseite des vom Torrente Tidone durchflossenen gleichnamigen Tales im nördlichen Apennin, unweit der Grenze zur Provinz Pavia in der Lombardei.

## Geschichte
Caminata war bis 2017 eine eigenständige Gemeinde und schloss sich am 1. Januar 2018 mit der Nachbargemeinden Nibbiano und Pecorara zur neuen Gemeinde Alta Val Tidone zusammen. Zum Gemeindegebiet von Caminata gehörten auch die Ortsteile Costiola, Cavaione, Moncasacco und Sarola.

## Verkehr
An Caminata führt die frühere Staatsstraße 412 della Val Tidone (heute eine Provinzstraße) von Mailand zum Passo Penice vorbei.